# Wang Sai Phun (huyện)
Wang Sai Phun (tiếng Thái: วังทรายพูน) là một huyện (amphoe) ở phía đông của tỉnh Phichit, phía bắc Thái Lan.

## Lịch sử
Tambon Wang Sai Phun, Nong Phra và Nong Pla Lai đã được tách ra từ Mueang Phichit và lập một tiểu huyện mới (King Amphoe) Wang Sai Phun ngày 1 tháng 8 năm 1975. Đơn vị này đã được nâng cấp thành huyện ngày 13 tháng 7 năm 1981. Chính quyền đã chuyển tambon Nong Plong của Mueang Phichit sang cho Wang Sai Phun ngày 23 tháng 9 năm 1993.

## Địa lý
Các huyện giáp ranh (từ phía nam theo chiều kim đồng hồ) là Thap Khlo, Taphan Hin, Mueang Phichit, Sak Lek của tỉnh Phichit và Noen Maprang của tỉnh Phitsanulok.

## Hành chính
Huyện này được chia thành 4 phó huyện (tambon), các đơn vị này lại được chia ra thành 57 làng (muban). Wang Sai Phun là một thị trấn (thesaban tambon) which nằm trên một phần của tambon Wang Sai Phun và Nong Phra. Có 4 tổ chức hành chính tambon.
| STT | Tên           | Tên tiếng Thái | Số làng | Dân số |  |
| --- | ------------- | -------------- | ------- | ------ |  |
| 1.  | Wang Sai Phun | วังทรายพูน       | 14      | 8.899  |  |
| 2.  | Nong Pla Lai  | หนองปลาไหล     | 16      | 5.163  |  |
| 3.  | Nong Phra     | หนองพระ        | 17      | 8.006  |  |
| 4.  | Nong Plong    | หนองปล้อง       | 10      | 3.473  |  |